# Itapotihyla langsdorffii
Itapotihyla langsdorffii là một loài ếch thuộc họ Nhái bén. Nó là đại diện duy nhất của chi Itapotihyla và không bị đe dọa tuyệt chủng.
Loài này có ở Argentina, Brasil, và Paraguay. Môi trường sống tự nhiên của chúng là rừng ẩm vùng đất thấp nhiệt đới hoặc cận nhiệt đới, đầm nước ngọt, và đầm nước ngọt có nước theo mùa. Chúng hiện đang bị đe dọa vì mất môi trường sống.

## Hình ảnh

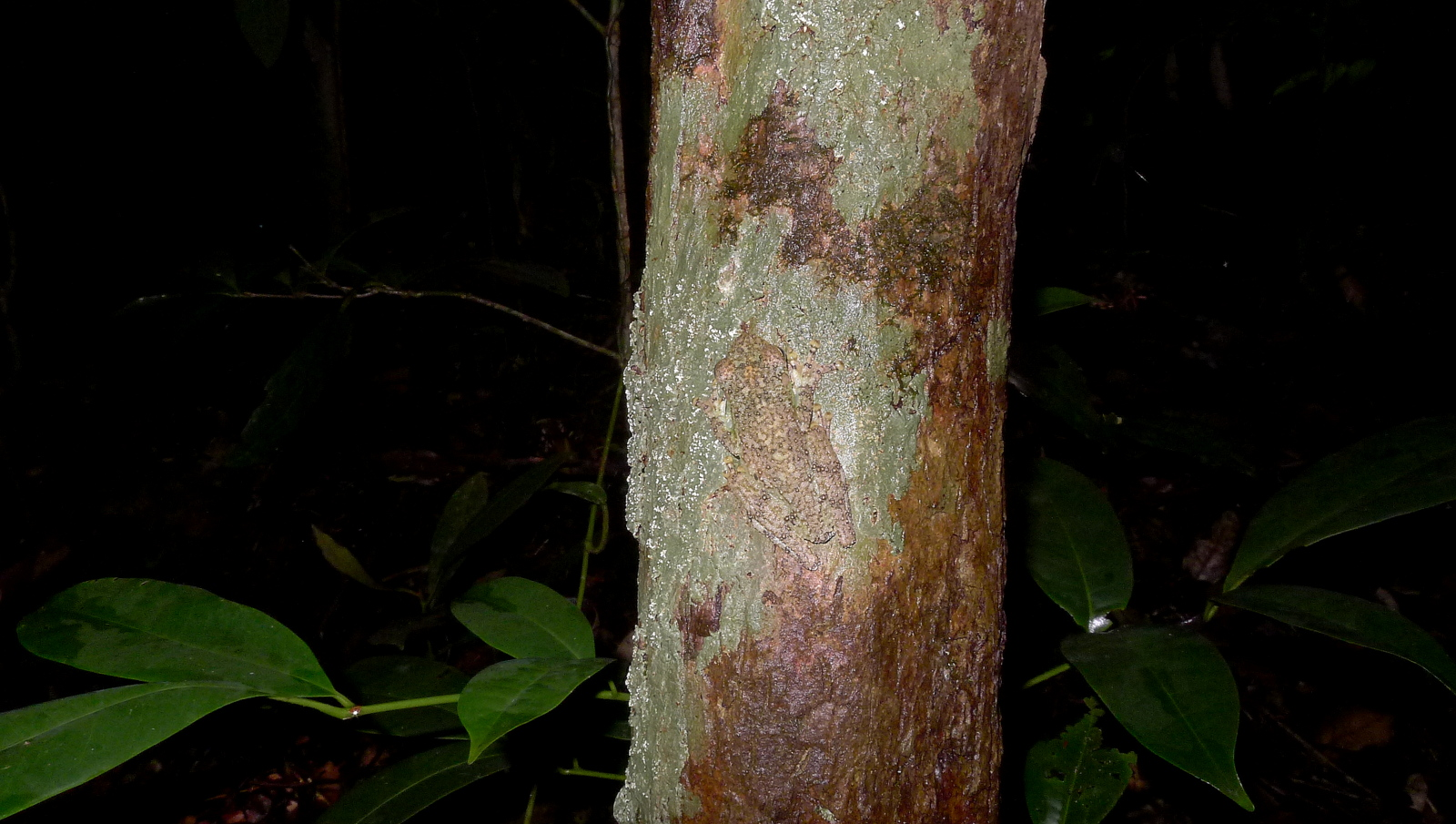
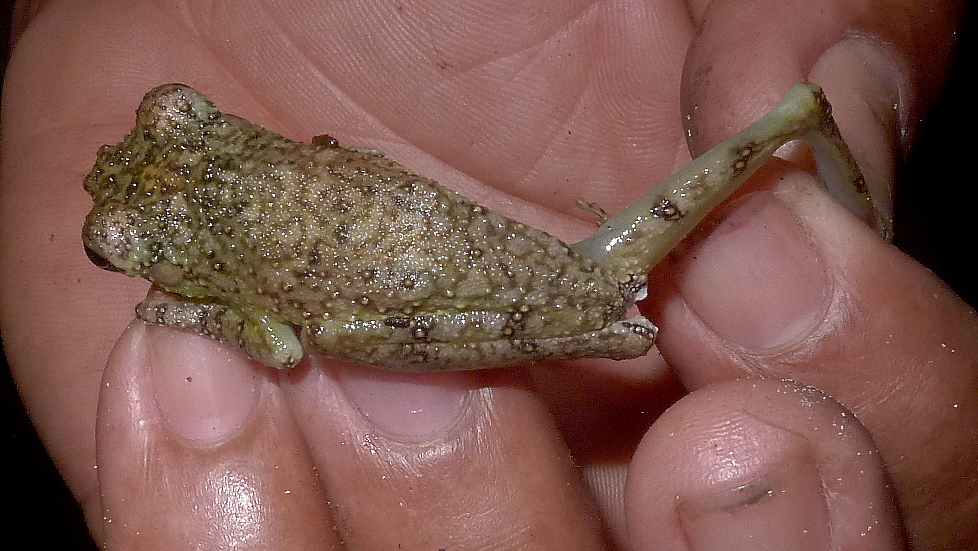
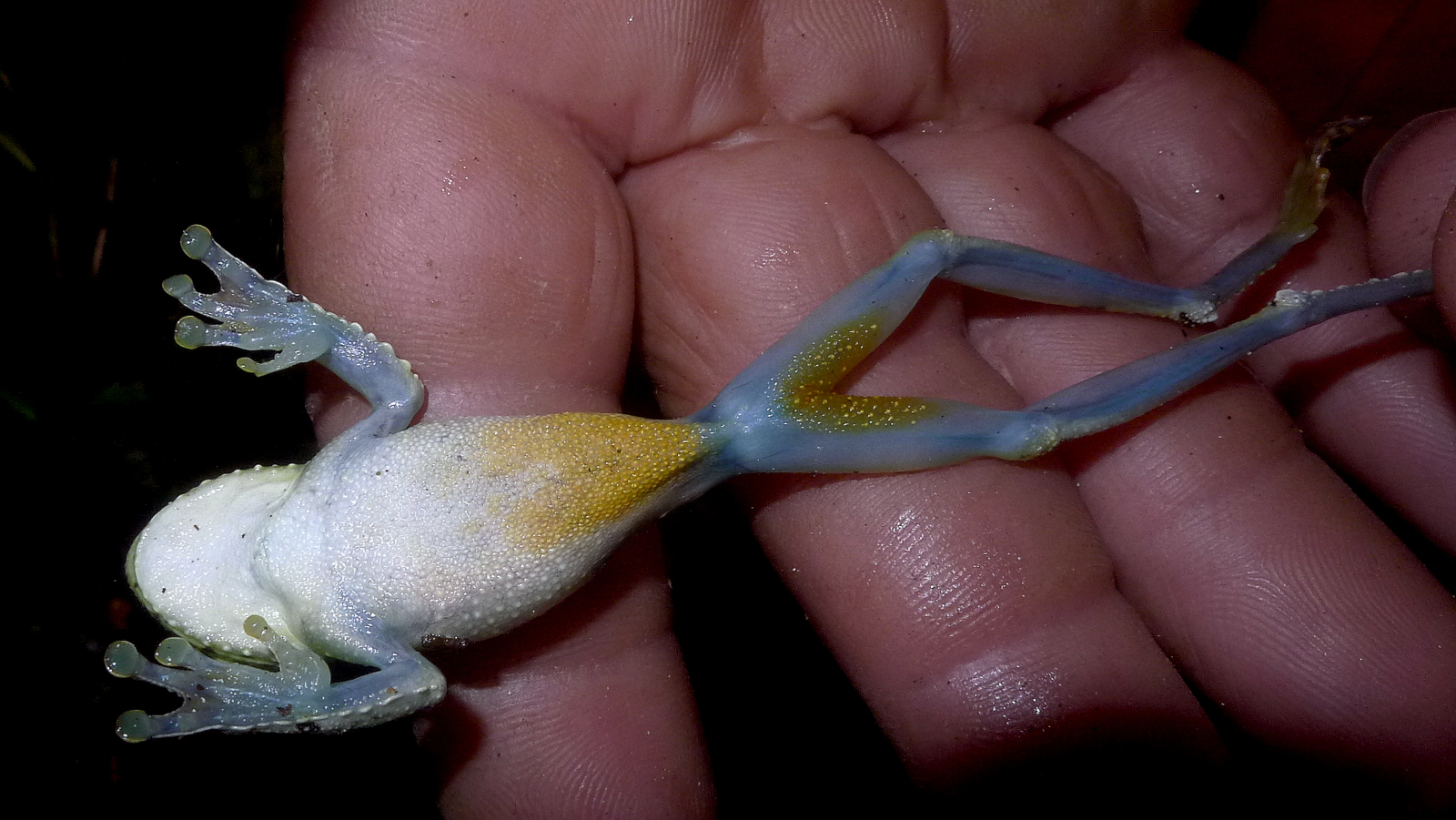
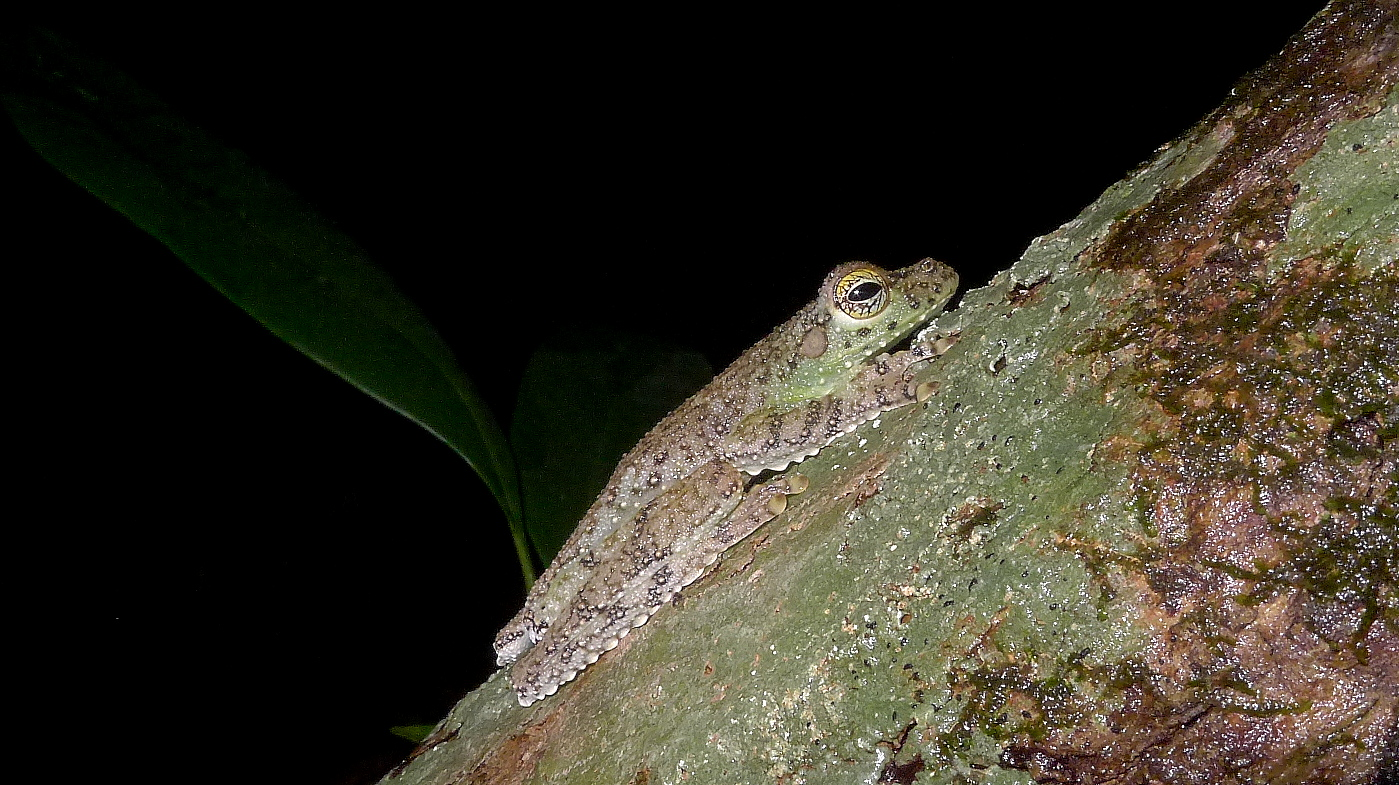